# 马克·安德里森
马克·洛厄尔·安德里森（英語：Marc Lowell Andreessen，/ænˈdriːsən/，1971年7月9日—），美国企业家、投资者、软件工程师。他是著名的Mosaic浏览器共同開發者，第一个被广泛使用的浏览器；网景通讯公司的创始人；硅谷风险投资公司安德里森·霍罗威茨创始人和普通合伙人。他创立了软件公司Opsware，随后出售给惠普。安德里森也是Ning的聯合創始人，是一家为社交网站提供平台的公司。他是Facebook、eBay、惠普，以及其它公司的董事会成员。硅谷会议的一个常见主题主讲人和特邀来宾，安德里森也是1994年第一屆國際萬維網大會被宣布選入全球資訊網名人堂的六人之一。

## 早期生活和教育
安德里森出生于爱荷华州錫達福爾斯，在威斯康辛州新里斯本長大，他的父母是帕特丽夏和洛厄尔·安德里森，父親曾在一家種子銷售商工作。1993年12月，他在伊利諾大學香檳分校獲得了计算机科学学士学位。身為一名大學生，他在德克萨斯州奥斯汀的IBM實習了一個暑假。他还曾在伊利諾大學的国家超级电脑应用中心（NCSA）工作，在那里他熟知了蒂姆·伯纳斯-李万维网的开放标准。安德里森和一位全职受薪同事埃里克·比納致力于创建一个圖形化並易於使用的浏览器，能够在各種電腦上工作。產生的代碼是Mosaic網頁浏览器。
「在Web的第一世代，提姆·柏內茲-李使用基於Unix的伺服器和瀏覽器原型，建立了統一資源定位符（URL），超文字傳輸協定（HTTP）和HTML標準。一些人意識到Web可能比Gopher更好。

在第二世代，馬克·安德里森和埃里克·比納在伊利諾大學開發了NCSA Mosaic瀏覽器。幾百萬人突然發現Web可能比性愛還要棒。

在第三世代，安德里森和比納離開NCSA，創立了Netscape...」
 — Bob Metcalfe，《InfoWorld》，1995年8月21日，17卷，34期。

## 网景
1993年从伊利諾大學毕业后，安德里森搬到了加州，在企业集成技术（Enterprise Integration Technologies）公司工作。安德里森随后會見了視算科技的创始人吉姆·克拉克，他最近從公司離職。克拉克認為Mosaic浏览器有巨大的商機，并建議創立一家互联网软件公司。很快，Mosaic通信公司在加州圣克拉拉县山景城展開了业务，安德里森擔任联合创始人和技术副总裁。但伊利諾大學不满公司使用Mosaic的名字，所以Mosaic通信更名为网景通信，并且它的旗舰網頁浏览器是Netscape Navigator。
在公司成立和IPO的這些年，安德里森進行了廣泛的公眾宣傳，表达了他对網頁浏览器的潜力愿景。這也是他自从决定讓人們通过互联网免费使用Mosaic以來一直做的事情。
这些事情由互联网商业化先驅肯·麦卡锡主辦拍成了视频，讓人們知道从安德里森和他的同事们推出Mosaic、網頁浏览器和服务器成为主流的商业产品这段时间对網路的独特观察。當時，安德里森只有23岁。
在1995年网景的IPO讓安德里森变成公众的幻想。登上《時代週刊》封面和其它出版物，安德里森成为互联网泡沫一代的偶像神童：年轻，二十多岁，高科技，雄心勃勃，并且几乎在一夜之间身价数百万或数十亿美元。
网景的成功吸引了微软的注意，微软意識到网络的潜力，并想要将自己置身於新兴互联网革命的前沿。微软从Spyglass公司获得Mosaic的源代码授权，将它变成了Internet Explorer，Spyglass公司是伊利諾大學的一个分支。结果这两家公司之间的战争被称为瀏覽器大戰。1997年，安德里森登上《互动週刊》（Interactive Week Magazine）封面。
网景公司在1999年以42亿美元被美国在线收购，这使得安德里森成为公司首席技术官。同年，他成為麻省理工学院技术评论TR100（MIT Technology Review TR100）35岁以下全球100位创新者之一。

## 响云
安德里森离开网景，与本·霍罗威茨、蒂姆·霍维斯（Tim Howes）和李仁錫（In Sik Rhee）一起成立了响云。响云是一个基于服务的網頁寄存公司，2001年IPO。响云托管业务卖给了EDS，并于2003年更名为Opsware，安德里森担任主席。2007年9月，Opsware被惠普以约16亿美元收购。

## 安德里森·霍罗威茨
从2005年到2009年，安德里森和长期的商业伙伴本·霍羅維茲分別和共同投资400万美元支持45個新創公司，包括Twitter和Qik。这两位成为知名超級天使投資者。2009年7月6日，安德里森和霍洛维茨宣布了他们的硅谷风险投资公司安德里森·霍罗威茨。公司投资于在信息技术行业的企业家，产品，公司。
开始的最初资本是3亿美元，三年内公司增长为27亿美元，并在三个基金下管理着。安德里森·霍罗威茨的投资组合包括脸谱，四方网，GitHub，品趣志和推特。
2009年9月1日，一個包括安德里森·霍罗威茨在內的投资集团，斥资27.5亿美元收购了Skype的多数股权，而这被认为是有风险的。這筆交易在2011年5月還清，這時微软以85亿美元收购了Skype。此外在2006年，安德里森和霍洛维茨对耳机制造商捷波朗进行了个人投资。在2011年3月该公司宣布了一项对捷波朗的4900万美元投资。2011年2月，安德里森·霍罗威茨对Twitter的8000万美元投资，使它成为了持有脸谱，高朋，推特和星佳四个价值最高私人社交媒体公司（当时）股票的第一家风险投资公司。

## 行业影响
安德里森在几家大型科技公司擔任企业家、投资者和董事会成员的经验定位，使他對於技術趋势“得出富有洞察力的结论”并帮助安德里森·霍罗威茨“脱颖而出”（《经济学人》）。安德里森经常向安德里森·霍罗威茨投资的企业领导人提供建議，包括脸谱的马克·扎克伯格和星佳的马克·平卡斯。
2010年，著名的硅谷律师Ted Wang创造了第一个免费标准化的种子轮融资文件，the Series Seed Documents。
2011年8月，安德里森为《华尔街日报》撰写了一篇專欄文章，《为什么软件正在吞噬这个世界》，收到了超过445条评论，引起了《经济学人》和其它媒体關注。安德里森在《华尔街日报》写到軟件對各種企業的重要性越來越高：
越来越多的大型企业和公司都在使用软件並以線上服務的形式來提供——从电影、农业到国防。許多贏家都是類似矽谷風格的技術創業公司，他们侵略和颠覆了現有的產業结构。未来十年，我期盼有更多的產業被软件所瓦解，新的世界一流矽谷公司會在更多領域裡造成破壞。
安德里森和霍洛维茨在《名利场》杂志的2011年最具影响力人物榜排名第6，科技资讯网（CNET）的2011年最具影响力投资者榜排名第1，分别在福布斯的2012年最佳创投人排行榜排名第2和第21。
2012年4月，安德里森和安德里森·霍罗威茨普通合伙人本·霍罗威茨，彼得·莱文，杰夫·约旦，约翰·奥法雷尔和斯科特·维斯承诺捐出一半的投資所得給慈善组织。
2012年，安德里森被评为时代百大人物，《时代》週刊的一年一度的全球100位最具影响力人物名单。
2013年，安德里森被授予首届伊丽莎白女王奖工程，是五个互联网和网络先驱之一。

## 当前企业
安德里森联合创办并担任Ning的董事長，這是他在网景和响云之后建立的第三家公司。2011年9月，Ning宣布已经卖给格南媒体，报道的价格为1.5亿美元。安德里森在出售之後加入格南媒体的董事会。
安德里森是一个投资者，他投资了社会新闻网站Digg和其它几个技术创业公司如Plazes，Netvibes，CastTV，Twitter，和在2010年推出的RockMelt浏览器。他還是一个个人投资者，投资了邻客音和精品银行雷恩等多样化的公司。
安德里森是脸谱，eBay，Kno，惠普，史丹佛大學医院，Bump Technologies，Anki，Oculus VR，和TinyCo的董事会成员。他担任Asana的顾问和CollabNet的董事。

## 个人生活
安德里森和劳拉·阿里拉加在2006年结婚。她是硅谷社会风险基金的创始人和房地产亿万富翁约翰·阿里拉加的女儿。
安德里森支持民主党候选人巴拉克·奥巴马在2008年的总统选举。然而在2012年，安德里森改变了，并支持共和党总统候选人米特·罗姆尼。在2016年的初選，他支持共和党总统候选人卡莉·費奧莉娜，在費奧莉娜退出之後，安德里森轉為支持民主黨候选人希拉蕊·柯林頓，這樣做是由於共和黨候选人唐納·川普對反移民政策的表態。